# Cheilolejeunea compressa
Cheilolejeunea compressa là một loài Rêu trong họ Lejeuneaceae. Loài này được (Herzog) Grolle mô tả khoa học đầu tiên năm 1995.